# HMS Smiter (D55)
HMS Smiter (D55), nguyên là tàu sân bay hộ tống USS Vermillion (CVE-52) (ký hiệu lườn ban đầu AVG-52 và sau đó là ACV-52) của Hải quân Hoa Kỳ thuộc lớp Bogue, được chuyển cho Hải quân Hoàng gia Anh Quốc và đã hoạt động trong Chiến tranh Thế giới thứ hai.
Vermillion được đặt lườn theo một hợp đồng với Ủy ban Hàng hải Hoa Kỳ vào ngày 10 tháng 5 năm 1943 tại xưởng đóng tàu của hãng Seattle-Tacoma Shipbuilding; được xếp lại lớp với ký hiệu lườn CVE-52 vào ngày 10 tháng 6 năm 1943 và được hạ thủy vào ngày 27 tháng 9 năm 1943. Nó được chuyển cho Anh Quốc vào ngày 20 tháng 1 năm 1944 theo chương trình Cho thuê-cho mượn, được đổi tên thành HMS Smiter (D55), và đã hoạt động trong chiến tranh như một chiếc thuộc lớp Ameer.
Sau khi chiến tranh kết thúc, Smiter quay trở về đến Norfolk, Virginia vào ngày 20 tháng 3 năm 1946 và chính thức hoàn trả cho Hoa Kỳ vào ngày 6 tháng 4. Được rút khỏi danh sách Đăng bạ Hải quân vào ngày 6 tháng 5 năm 1946, nó được bán vào ngày 28 tháng 1 năm 1947 cho hãng Newport News Shipbuilding and Drydock Company tại Norfolk, để cải biến thành tàu chở hàng cho hoạt động hàng hải thương mại tư nhân. Sau đó nó được bán cho hãng tàu Compania Argentina de Navigacion Dodero, S.A., và hoạt động từ năm 1948 tại Buenos Aires dưới tên gọi SS Artillero (được đổi tên thành President Garcia vào năm 1965). Nó bị đắm ngoài khơi Guernsey vào tháng 7 năm 1967, bị bỏ rơi và bị tháo dỡ tại Hamburg vào tháng 11 năm đó.